# Trem ligeiro de Düsseldorf
O trem ligeiro de Düsseldorf, ou, na sua forma portuguesa, Dusseldórfia, é um sistema de trem ligeiro que serve a cidade alemã de Düsseldorf.